# Efate
Efate (französisch Éfaté, auch: Île Vate, früher auch: Sandwich Island) ist eine zu den Neuen Hebriden zählende Insel der Provinz Shefa des pazifischen Inselstaats Vanuatu. Den früheren Namen „Sandwich Island“ erhielt Efate von dem britischen Entdecker James Cook.
Éfaté ist mit ungefähr 50.000 Einwohnern die bevölkerungsreichste und mit knapp 900 km² die drittgrößte Insel in Vanuatu. Die höchste Erhebung, Mount McDonald, beträgt 647 m. Die meisten Bewohner Éfatés leben heute in Port Vila, der Hauptstadt von Vanuatu.
Vorgeschichtliche Spuren finden sich im Lapita-Friedhof Teouma.
Während des Zweiten Weltkrieges diente die Insel als Militärbasis der Vereinigten Staaten.
Im Nordwesten der Insel liegt Chief Roi Mata’s Domain, die von der UNESCO 2008 als Weltkulturerbe ausgezeichnet wurde. Zu den Flüssen zählt der Lololima.

## Bildergalerie

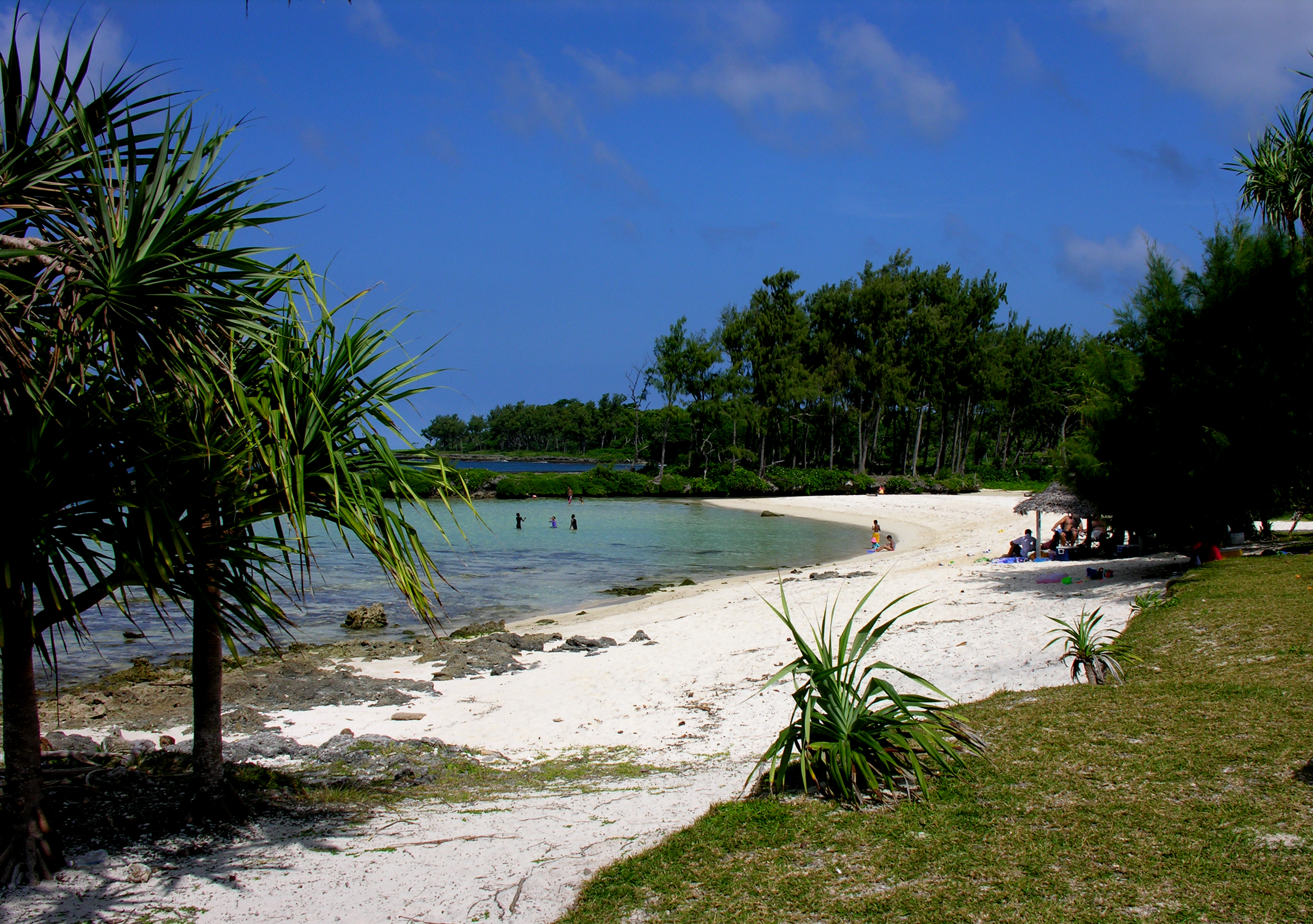
Eton Beach (Südostküste)
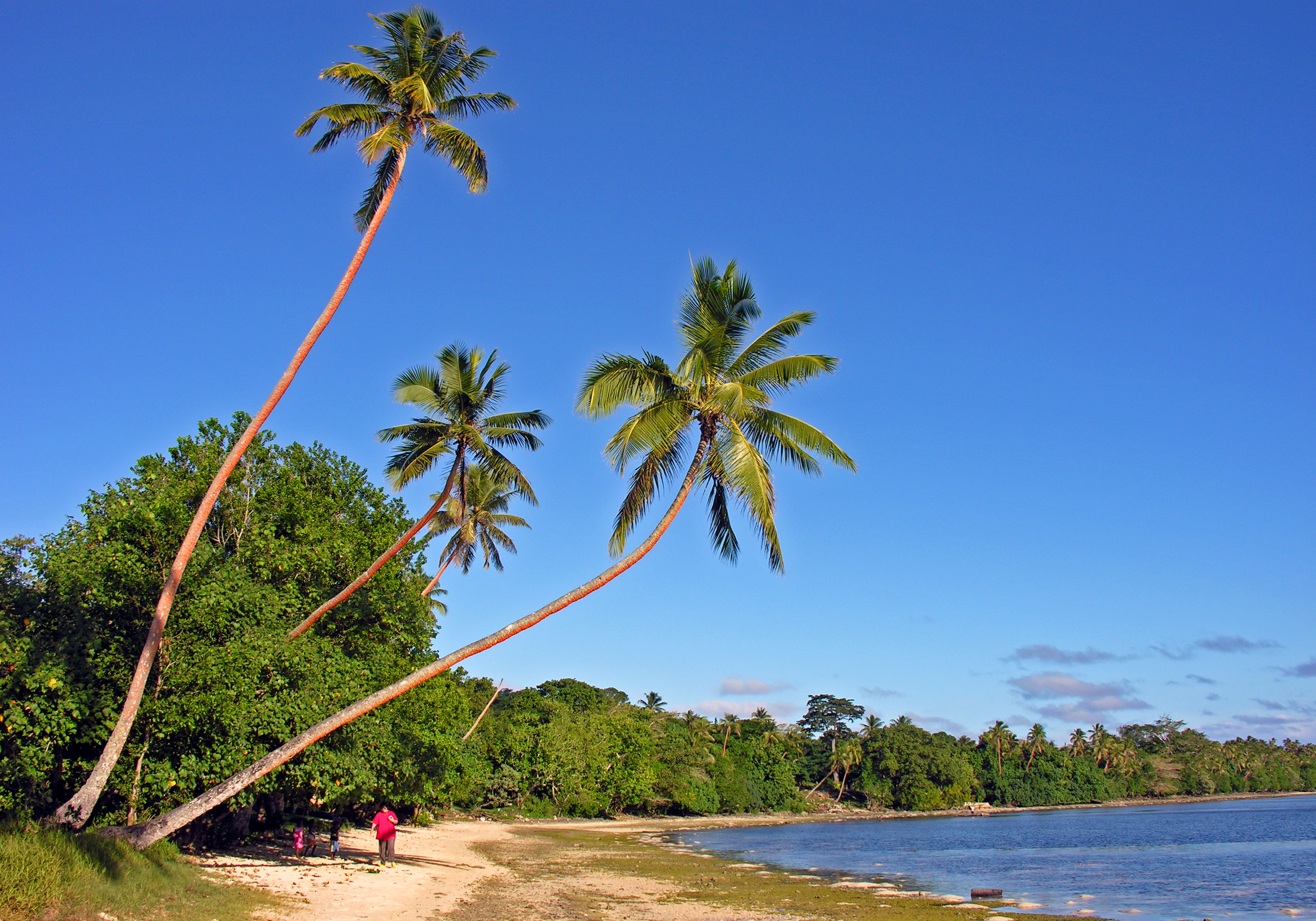
Erakor Beach (Südosten der Mele Bay)
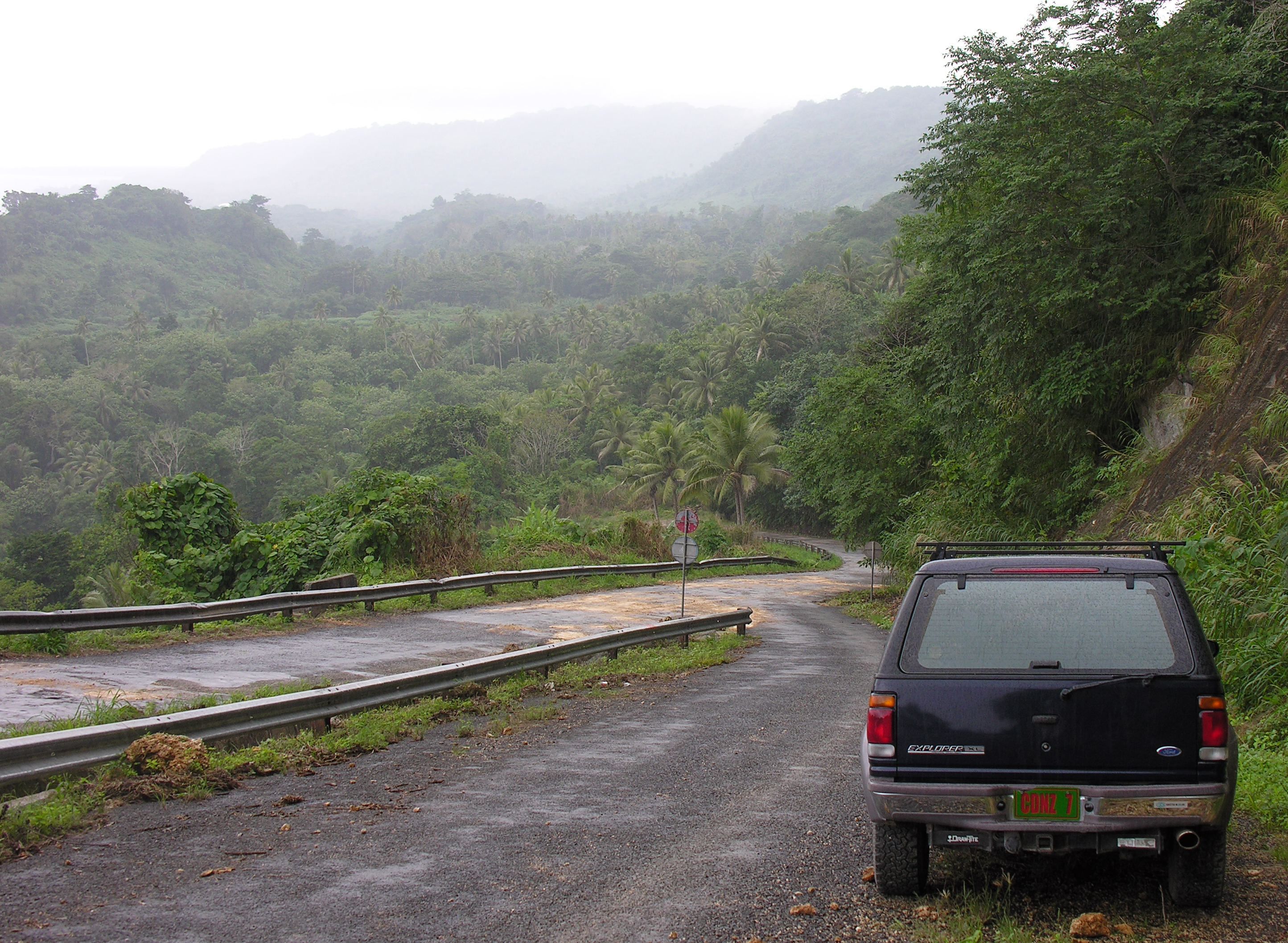
Klem's Hill (Butte Klem)